# Incheon Football Stadium
L'Incheon Football Stadium è uno stadio di calcio che si trova nella città di Incheon, in Corea del Sud.

## Storia
Nel 2017 ha ospitato il Mondiale di calcio Under-20.